# 야체크 파핀스키
야체크 파핀스키(폴란드어: Jacek Fafiński, 1970년 10월 21일~)는 폴란드의 은퇴한 레슬링 선수이다. 1996년 하계 올림픽 그레코로만형 라이트헤비급에서 은메달을 획득했다.